# Liber Paradisus

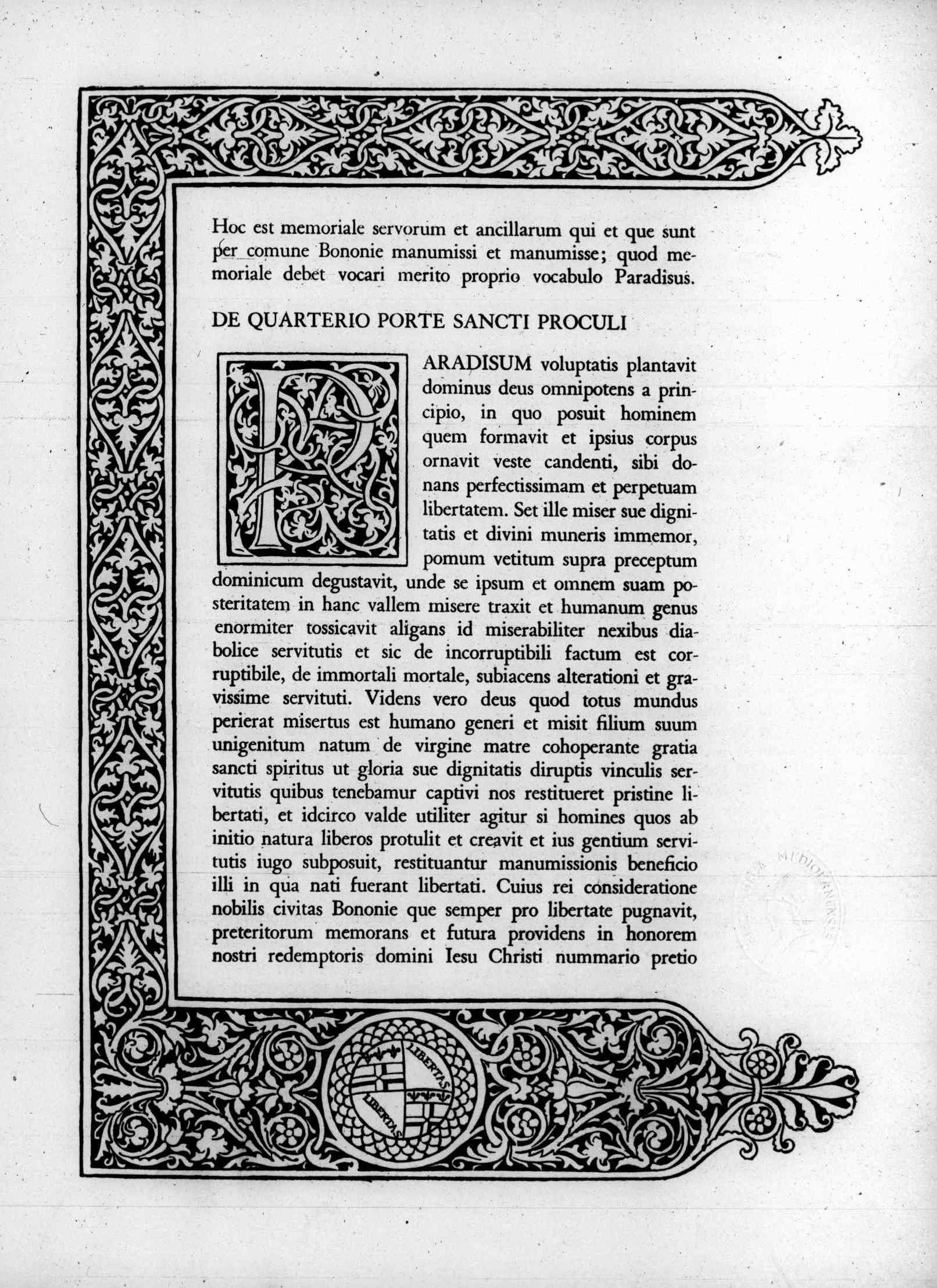
Liber Paradisus, Francesco Saverio Gatta und Giuseppe Plessi (Hrsg.), 1956

Liber Paradisus (das Buch vom Paradies) ist ein im Jahr 1257 verfasstes Buch, das die Abschaffung der Leibeigenschaft im Verwaltungsgebiet Bolognas dokumentiert. Es enthält den Gesetzestext, der im Jahre 1256 von der Universitätsstadt Bologna zur Befreiung der Bauern erlassen wurde, und daran anschließend eine über 60 Seiten lange Liste der 5.855 befreiten Personen. Durch diesen Akt – einer der wichtigsten Befreiungsakte der Bauern im Mittelalter – wurde Bologna die erste italienische Stadt (und vielleicht auch eine der ersten in der ganzen Welt), welche die Leibeigenschaft abschaffte.

## Geschichte

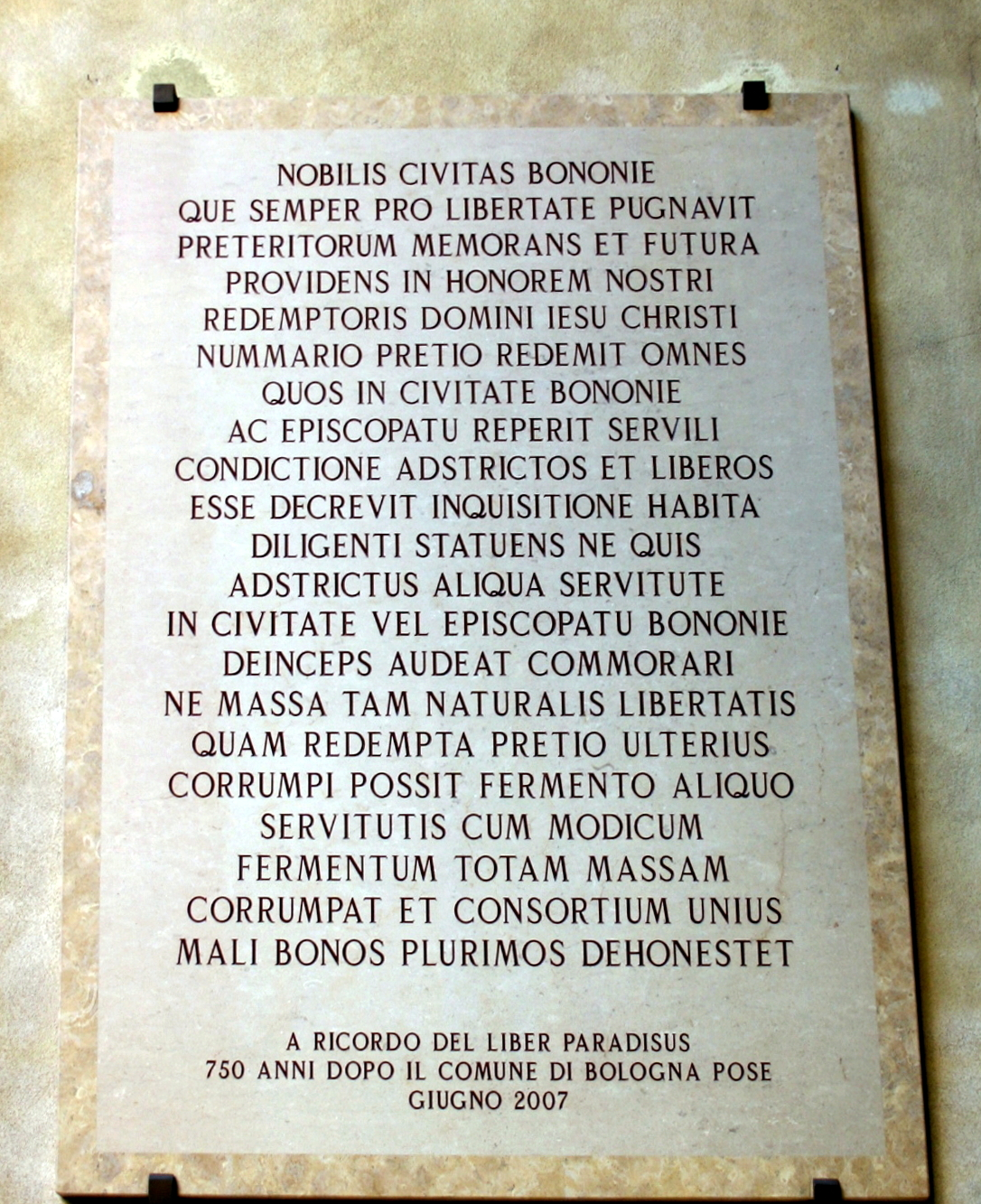
Gedenkstein zum Liber Paradisus im Palazzo d’Accursio, Bologna.

Nach der Schlacht von Fossalta (1249) erlitten fast alle Adelsfamilien der Landschaft bei Bologna eine schwere Niederlage. Das löste eine ethische und wirtschaftliche Diskussion über den Rechtsstatus der Bauern aus, die bis dahin Eigenbesitz der Feudalherren waren.
Am 26. Juni 1256 beschloss die Stadtregierung Bolognas die Befreiung der Leibeigenen aus der Hand der weltlichen Herrschaften. Am 25. August 1256 wurden alle Bürger von Bologna durch die Glocken vom Torre dell’Arengo zum Erscheinen auf der Piazza Maggiore aufgefordert. Der Podestà Bonaccorso da Soresina verkündete gemeinsam mit dem Capitano del Popolo die Befreiung von 5.855 Leibeigenen im Besitz von 379 weltlichen Herren, die mittels Zahlungen aus der Stadtkasse zu entschädigen seien: Für 3.087 Männer und Frauen wurden je zehn Silber-Lire bezahlt, für jedes der 2.768 Kinder unter 14 Jahren gab es acht Lire Entschädigung, was grob geschätzt den Preisen des damaligen Sklavenmarktes entsprach. Die beachtliche Gesamtsumme von 53.014 Lire wurde in 3 Jahresraten bis 1259 ausbezahlt.
Zu diesem Anlass hielt auch ein angesehener Rechtsgelehrter an der Universität von Bologna, Rolandino de' Passeggeri, eine Rede:

“Adamo aveva peccato d'orgoglio e debolezza per questo fu cacciato dal Paradiso. Adamo prima di morire volle che Seth chiedesse al Cherubino il perdono divino. Il Cherubino colse il seme dal pomo dell’albero fatale e lo pose sotto la lingua del morente. Da quel seme nacque un grandissimo albero che seccò dopo mille e mille anni e fu tagliato alla radice. Un giorno giunsero degli uomini che ne segarono due tronchi e con quelle fecero una croce… la Croce di Cristo. Quindi l’albero del Paradiso, principio della colpa e della schiavitù, diventa l’albero della redenzione e della libertà”

„Adam hatte die Sünde des Stolzes und der Schwäche, wofür er aus dem Paradies vertrieben wurde. Bevor Adam starb, wollte er, dass Set bei Cherub um göttliche Vergebung bittet. Der Cherub nahm den Samen aus dem Baum der Erkenntnis [wörtlich: tödlichen Apfelbaum] und legte ihn unter die Zunge des Sterbenden. Von diesem Samen wuchs ein sehr großer Baum, der nach abertausenden Jahren verdorrte und an der Wurzel abgeschnitten wurde. Eines Tages kamen Männer, die zwei Balken absägten und mit diesen ein Kreuz machten… das Kreuz Christi. So wird der Baum des Paradieses, der Anfang der Sünde und der Sklaverei, der Baum der Erlösung und der Freiheit.“

In einem zweiten Schritt verfügte die Stadtregierung am 3. Juni 1257 die generelle Abschaffung der Leibeigenschaft, also auch die Befreiung der Leibeigenen aus geistlicher Herrschaft. Entschädigungszahlungen sind in diesem Fall nicht überliefert.
Die Befreiten hatten ab sofort Niederlassungsfreiheit, sie mussten sich aber in die Steuerlisten ihrer (neuen) Wohnorte eintragen. Der Fortzug aus der zugehörigen Diözese war den Befreiten allerdings untersagt. In einigen Fällen ließen sich die Befreiten (auf Italienisch franche) in bestimmten Ortschaften nieder, deren Namen, wie beispielsweise Castelfranco an der damaligen Grenze zum Herzogtum Modena, sich davon ableiten lassen.
Ein Fresko von Adolfo de Carolis hängt zum Gedenken an diese Ereignisse in der großen Halle im Palazzo del Podestà.

## Motive
Über die Gründe dieses Befreiungsaktes gibt es keine eindeutige Meinung unter den Historikern. Die religiöse Begründung, dass Gott dem Menschen beim Schöpfungsakt die Freiheit schenkte, mag in der ältesten Universitätsstadt Europas eine gewisse Plausibilität gehabt haben. Ausschlaggebend waren aber wohl weniger Gründe ethischer Moral als vielmehr wirtschaftliche und demographische Erwägungen. Die Stadtregierung war über die zunehmende Zahl der Leibeigenen, die keine Steuern zahlen mussten, und über die abnehmende Zahl der steuerpflichtigen freien Einwohner besorgt. Man erhoffte sich eine höhere Leistung der nun vielleicht besser motivierten Arbeitskräfte, die künftig zusätzlich besteuert werden konnten. Möglicherweise wollte die Stadtregierung auch die Macht der adeligen und geistlichen Herrschaften schwächen. Voraussetzungen für den Befreiungsakt war die florierende Wirtschaft und die starke politische Macht Bolognas zu jener Zeit, als man es sich sogar erlauben konnte, Enzio von Sardinien, den Sohn Kaiser Friedrichs II., auf Lebenszeit in Gefangenschaft zu halten.

## Das „Buch vom Paradies“
Das Buch wurde im Jahr 1257 auf Veranlassung der Stadtverwaltung von vier Notaren geschrieben. Das Buch, in dem die Namen aller befreiten Bauern genau aufgezählt sind, wird als Liber Paradisus (deutsch etwa „Buch vom Paradies“) bezeichnet, weil Paradisum das erste Wort des Textes ist (dessen erster Satz daran erinnert, dass Gott den ersten Menschen das Paradies als Lustgarten schenkte).
Anfang des Buches:

“Paradisum voluptatis plantavit dominus Deus omnipotens a principio, in quo posuit hominem, quem formaverat, et ipsius corpus ornavit veste candenti, sibi donans perfectissimam et perpetuam libertatem”

„Am Anfang pflanzte der Herr ein Paradies der Genüsse, in das er den Menschen setzte, den er geschaffen hatte und dessen Körper er mit strahlendem Gewand geschmückt hatte, und schenkte ihm vollkommenste und ewige Freiheit.“

Das Buch wird im Staatsarchiv an der Piazza dei Celestini aufbewahrt. Im Lesesaal (Sala di Studio, Eingang in der Vicolo Spirito Santo Nr. 4) kann man Fotokopien dieses Buches am PC ansehen.